# プッシュバック

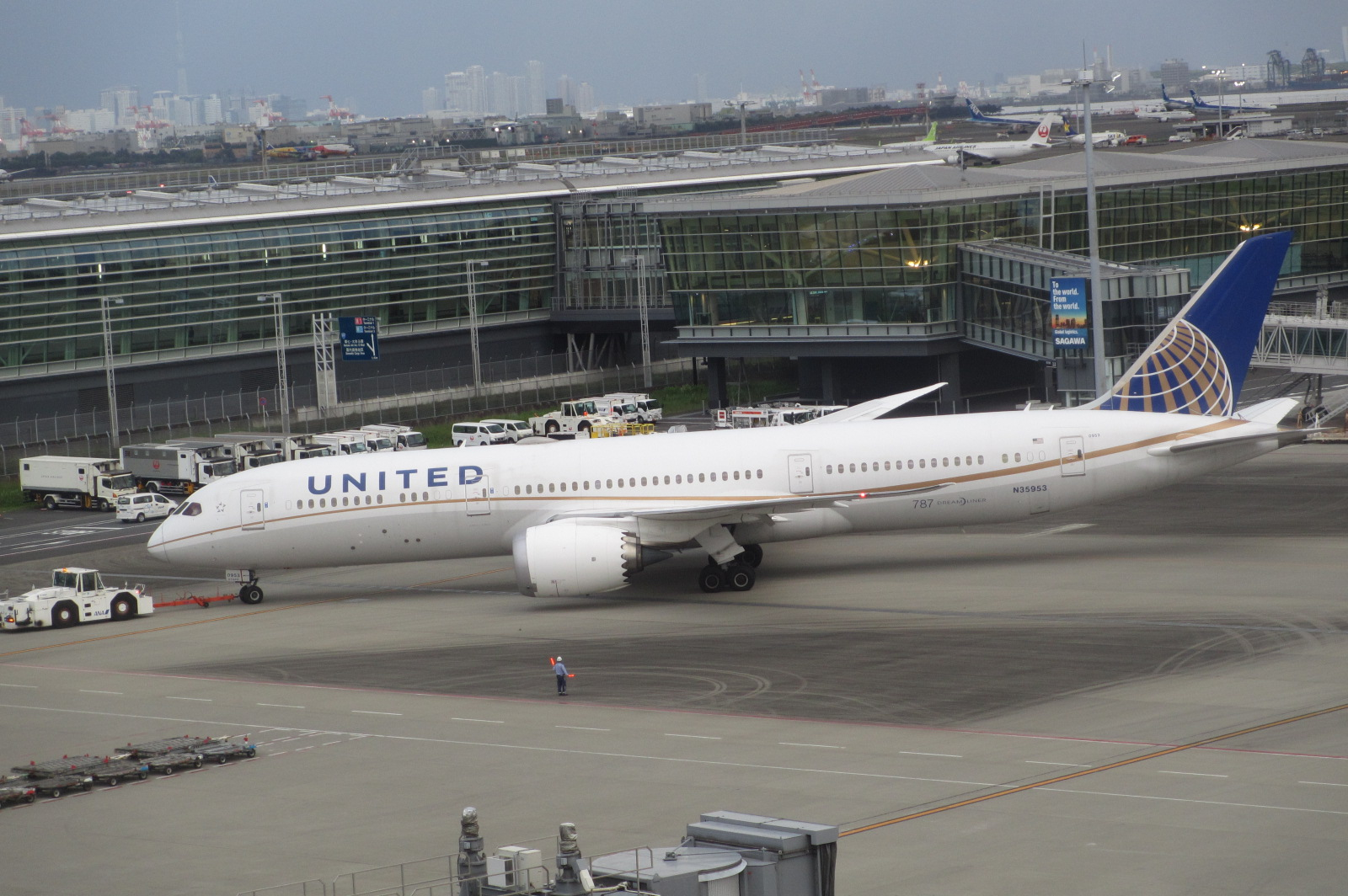
ボーイング787をプッシュバックする様子

プッシュバック（英: pushback）とは、航空機に特殊車両を接続して、その動力により後方へ押し出して移動させることをいう。

## 概要
空港で旅客の乗降などのために駐機している航空機がエプロンから離れて滑走路に向かう際、機体の大きさや空港建物のレイアウトの都合により、機体を後退させて移動する必要が生じる場合がある。しかし、航空機自身の動力で後退することができない場合はプッシュバックが行われる。
飛行機には、ジェットエンジンを逆噴射させたり、プロペラのピッチを反転をさせたりして、自力で後退するパワーバックが可能なものもある。しかしパワーバックは後進のため前進するよりエンジン出力を上げる必要があり、騒音問題や周囲の航空機や建物、設備などに強風が当たることで損害を与える可能性があることから、一部の例を除いて空港内でのパワーバックは禁じられている。また、強風によって巻き上げられた砂や塵をエンジンが吸い込むことでエンジンにダメージを与える可能性があるため、逆噴射を利用した後退を運用上認めていない航空機も多い。
格納庫内では原則エンジンを停止する必要があるため、エプロンと格納庫間の移動にも使用される。

## 車両
プッシュバックで用いられる特殊車両は、日本では「トーイングトラクター」もしくは「トーイングカー」と呼ばれる。これらは空港内で機体を牽引して移動させる場合など、プッシュバック以外においても用いられる。大型機の牽引に用いられるものは、長さ約 7メートル、幅約 2.8メートル、自重は 40 - 50トン程、エンジン排気量は14,000 - 15,000 cc 程である。また、この作業を行うためには牽引免許の他に航空機機種毎に後進時の旋回半径や切り返し挙動に差があるため、機種毎の社内資格が必要となる。また通常のトレーラーとは車両感覚が異なるため、航空会社では練習用として牽引した感覚が航空機に近くなるように鉄骨のフレームに車輪を付けた模擬飛行機『ダミーシップ』を用意している。
航空機と車両を接続する方法によってトーバーと呼ばれる部品を使用するタイプと、トーバーを不用としたタイプに分類することができる。
2010年代になって航空機の空港での運用時におけるエンジン運転の二酸化炭素の排出や騒音が問題視されるようになり、特にヨーロッパを中心にプッシュバックから滑走路までのタキシング時にエンジンを始動させないで走行出来るように電気自走タキシングシステムやトーバーレス・トラクターを進化させたハイブリッド電気牽引車の開発研究が進み、ホイール・タグのような後付けシステムも登場している。

### トーバー・トラクター
トーバー（英: Tow bar、トウバーとも）という棒を、航空機の前脚と車両の間に接続する方式でトーバー自体は手動で機体と連結し、外す必要があり時間がかかり、航空機との連結点と車両との連結点との両方が屈折する。構造上、日本国内では最高速度は基本的に時速15キロメートルと決められている。大きな荷重が加わった際、破断することでトラクターと航空機の双方をダメージから守る、シェアピン/シアピン（シェアボルト/シアボルト、ヒューズピン）が用いられる。シェアピンのせん断限界は、機体ごとに異なるノーズランディングギアのストラクチャーダメージ許容度に合わせ、数種類設定されている。同様に、ランディングギア側のトーバー取り付け部も、機種により形状が異なる場合が多い（B767、B777、DC-10、A330、A340等は、オプションにより形状が統一されているエアラインもある）。そのため、機種によりトーバーを付け替える必要があり、複数の機種をもつ航空会社は、必要な種類のトーバーを用意しなければならなかったり、運用時には航空機側のコックピットにブレーキマン（運航時はパイロット）が乗り込み、機体を円滑に停止させ、機体へのダメージ軽減のため、車両と航空機の双方が同じタイミングでブレーキを操作する必要もある。例えばトラクター側だけでブレーキをかけた場合、飛行機の惰性によってノーズランディングギアに慣性力が集中してジャックナイフ現象を起こし、破断するが破断方向によっては、トーバー本体に応力が作用し、結果的にノーズランディングギアが損傷してしまうなど人員や技術が必要で育成する費用や時間もかかり、後述のトーバレスや電気自走タキシングシステムと比較しても航空機の燃費にも良くなく効率が悪いため、今後は減少していく可能性がある。
車両自体はトーバーを接続できればよいため専用車両を導入せず、ピックアップトラックにトーバーを追加した多目的車両や農業用の小型トラクターなどを流用することで機材コストを抑える組織もある。

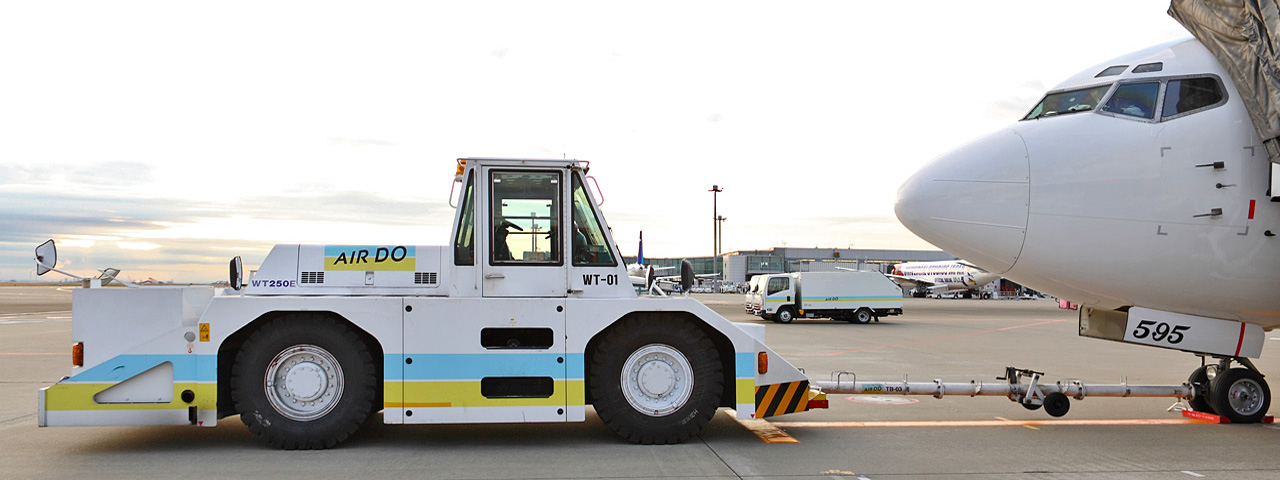
トーイングトラクター（AIR DOのコマツ WT250E)
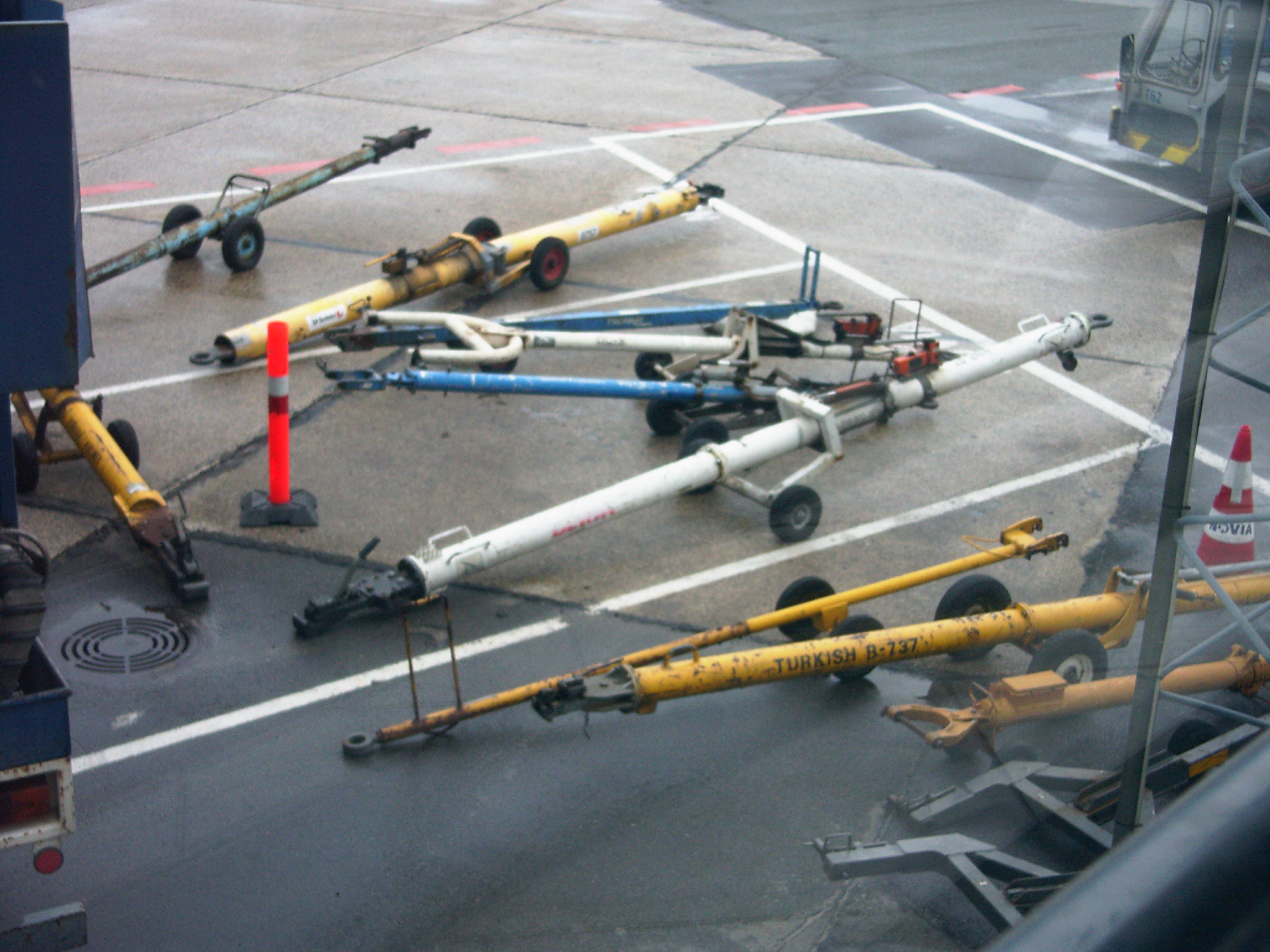
トーバーのバリエーション
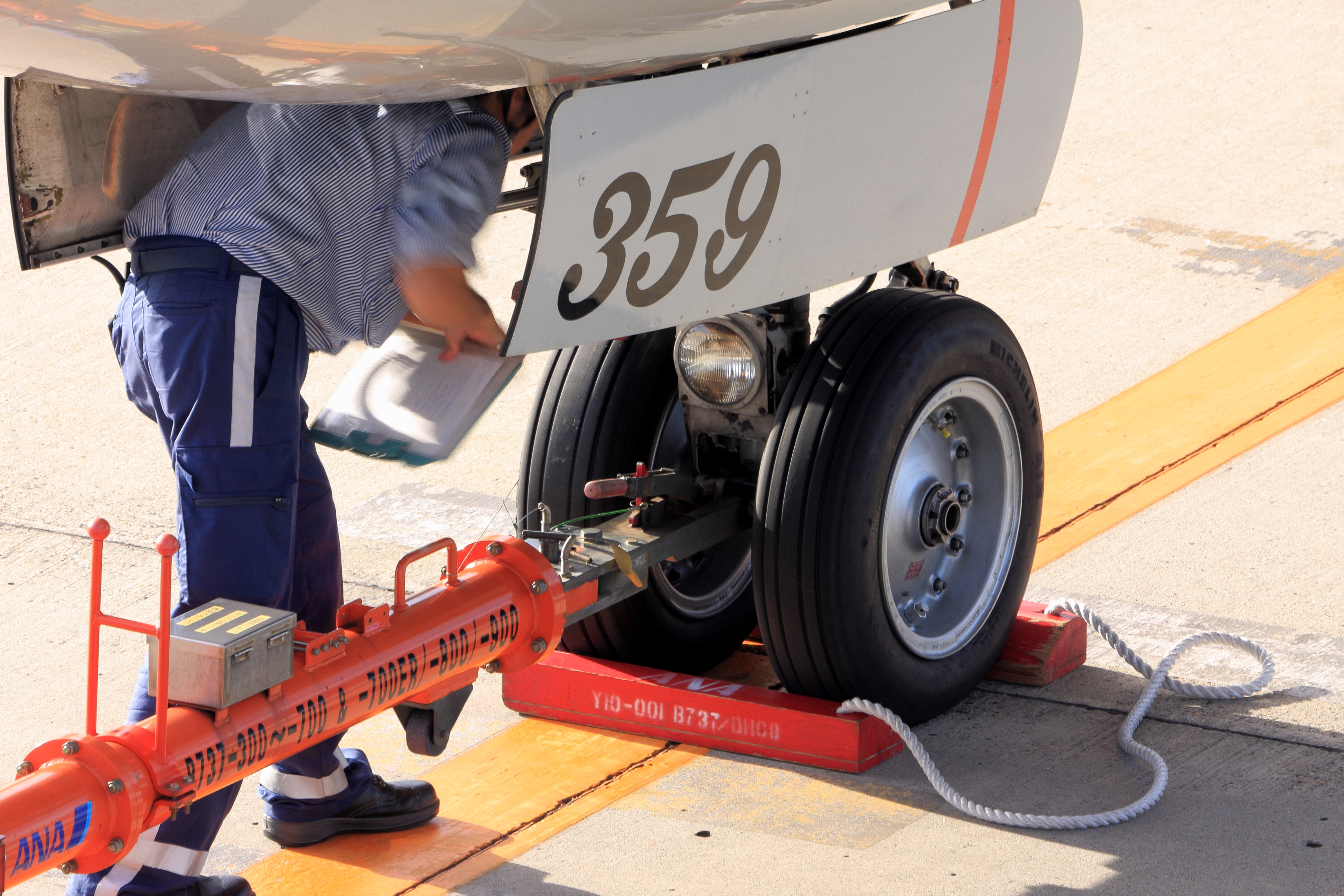
ボーイング737に接続されたトーバー
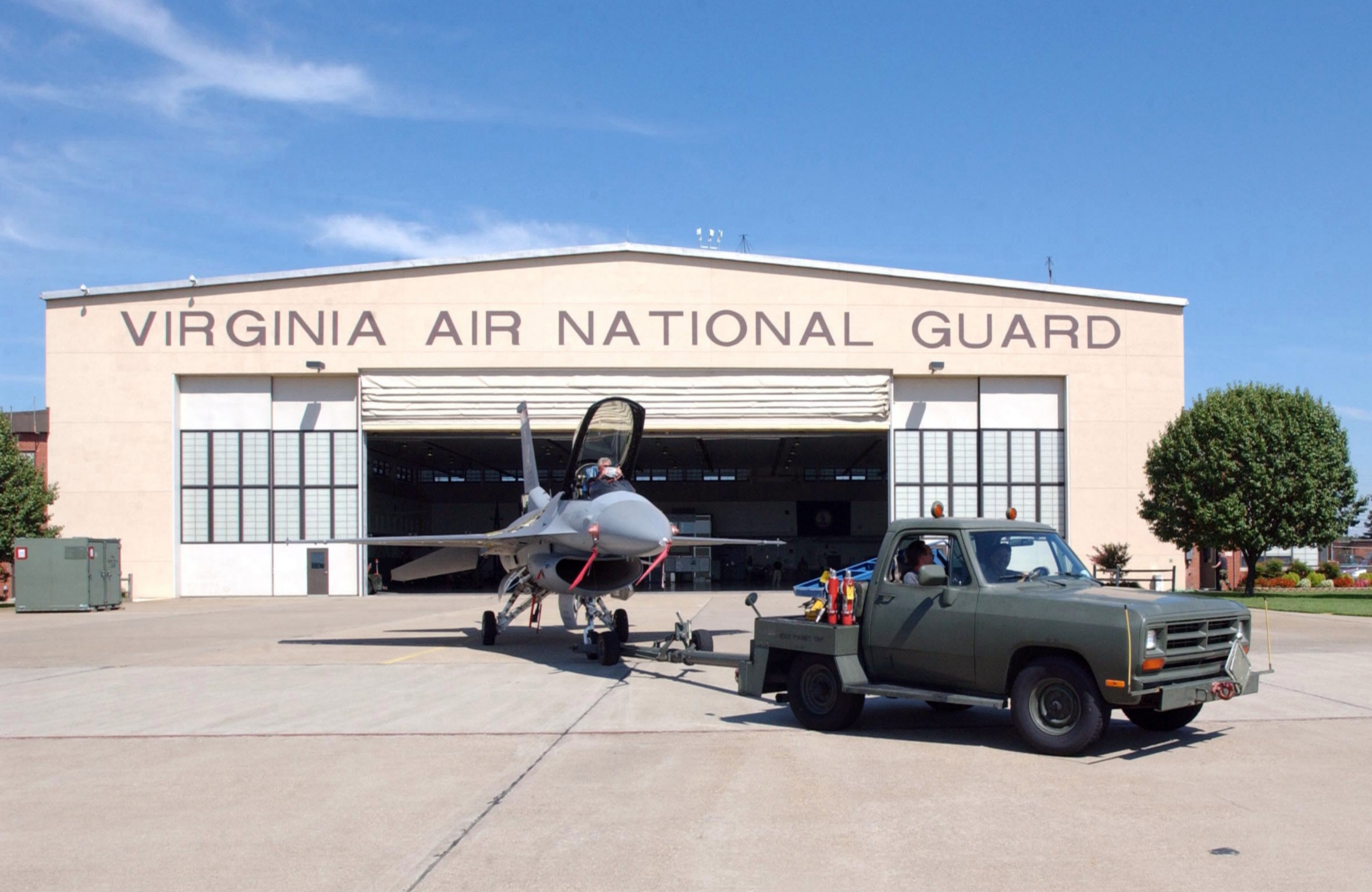
ピックアップトラック型の多目的車両で牽引されるF-16（空軍州兵所属）
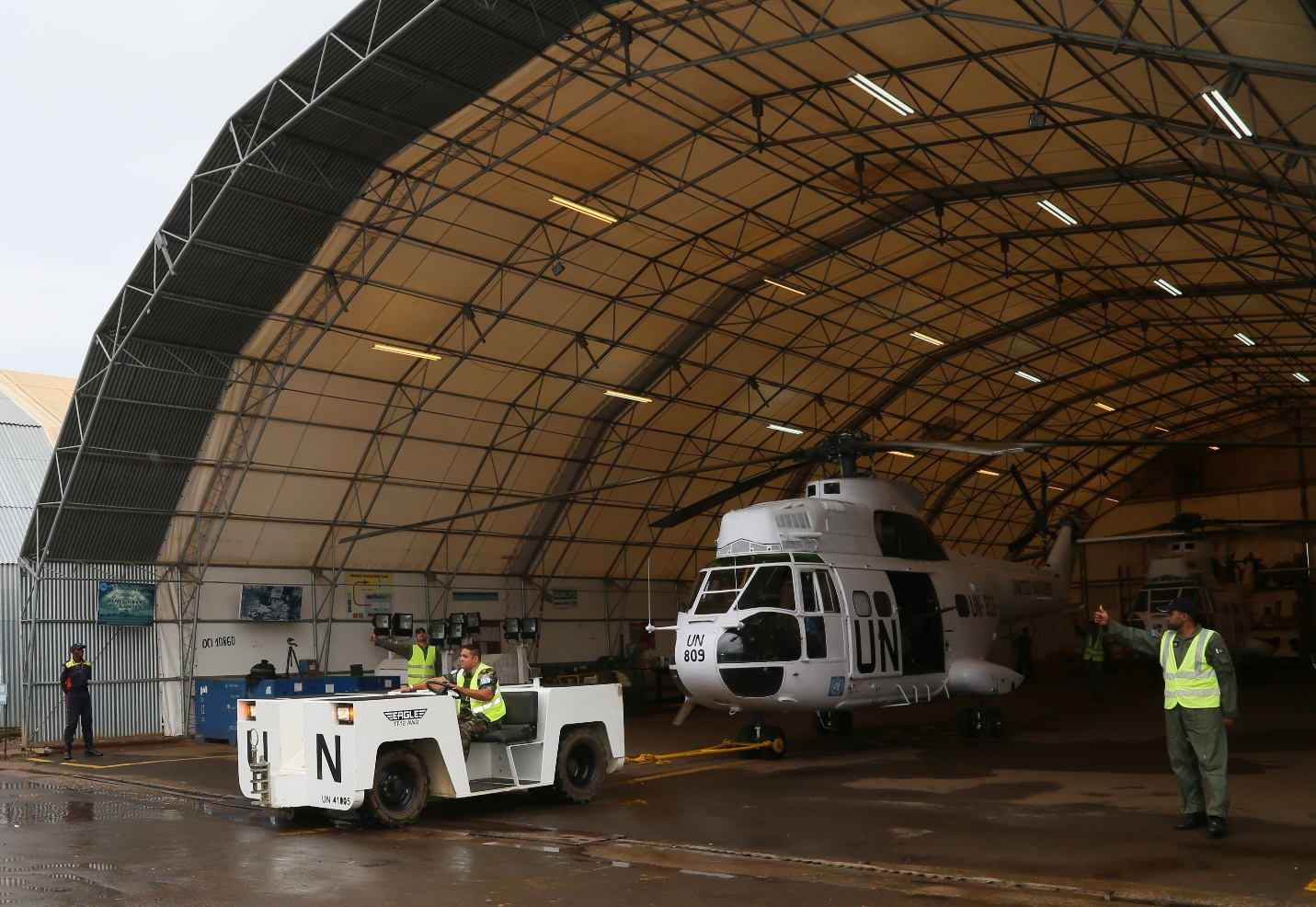
ヘリコプターを牽引するトーイングトラクター
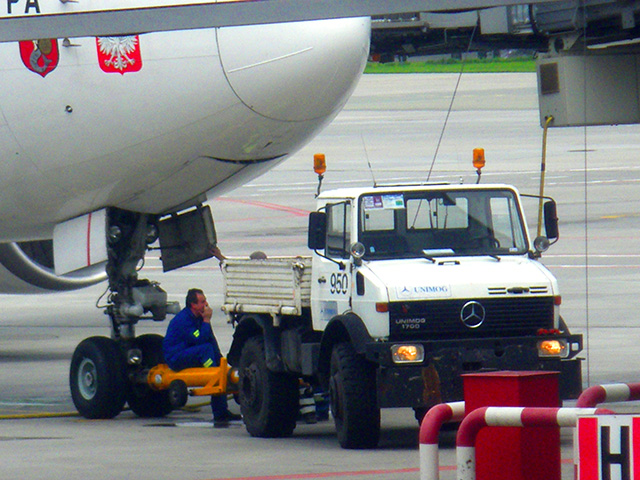
トーイングトラクターとして使用されるウニモグ
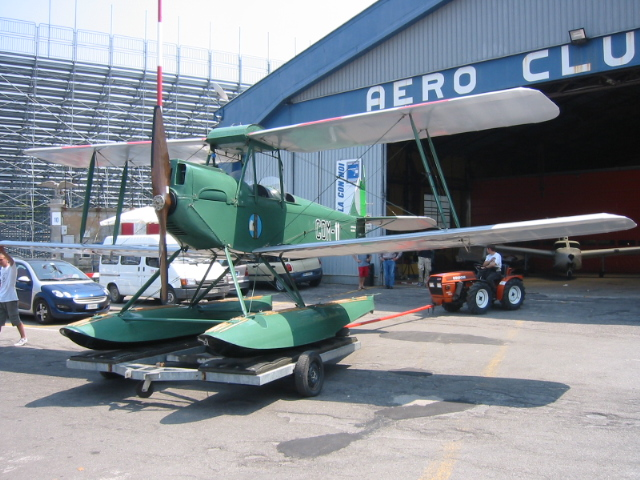
移動台に乗せられ農業用のトラクターで牽引されるカプロニCa.100

### トーバーレス・トラクター
航空機の降着装置を十数センチメートル持ち上げ、トラクターが抱え込むようにして移動させる。移動速度は時速およそ30キロメートルとトーバータイプに比べて構造上高い速度が出せる。機種のハンドリングデータさえあればトーバーレストラクター1台でどの機種もハンドリングできるが、トラクターにも大きさが様々あり、小型のトーバーレストラクターでは大型機はハンドリングできず、大型のトラクターは機体の地上高以下の車高でないと小型機はハンドリングができない。また、小型ジェット機のようなジェットスタージャパンの成田空港の一部便では、人員を抑えるため、主脚の片側に取り付けられ、一人の地上作業員がコクピットと連絡を取って、車両を遠隔操作出来る独schopf社のパワープッシュと呼ばれる車両を使用している。なお、このパワープッシュでの旋回はコクピットで操作を行うが、操作するコックピットから機体後方の安全確認が難しく、プッシュバックのみに使用され、他の車両のような航空機牽引（トーイング）作業には使用されないなど、制限が多い。ゴールドホッファーやGHH Fahrzeugでは座席が180度回転することで後部の視界を確保し、車両単独で全ての作業が完結する車種も存在するが、回転機構を搭載しているため車両価格が上昇する。

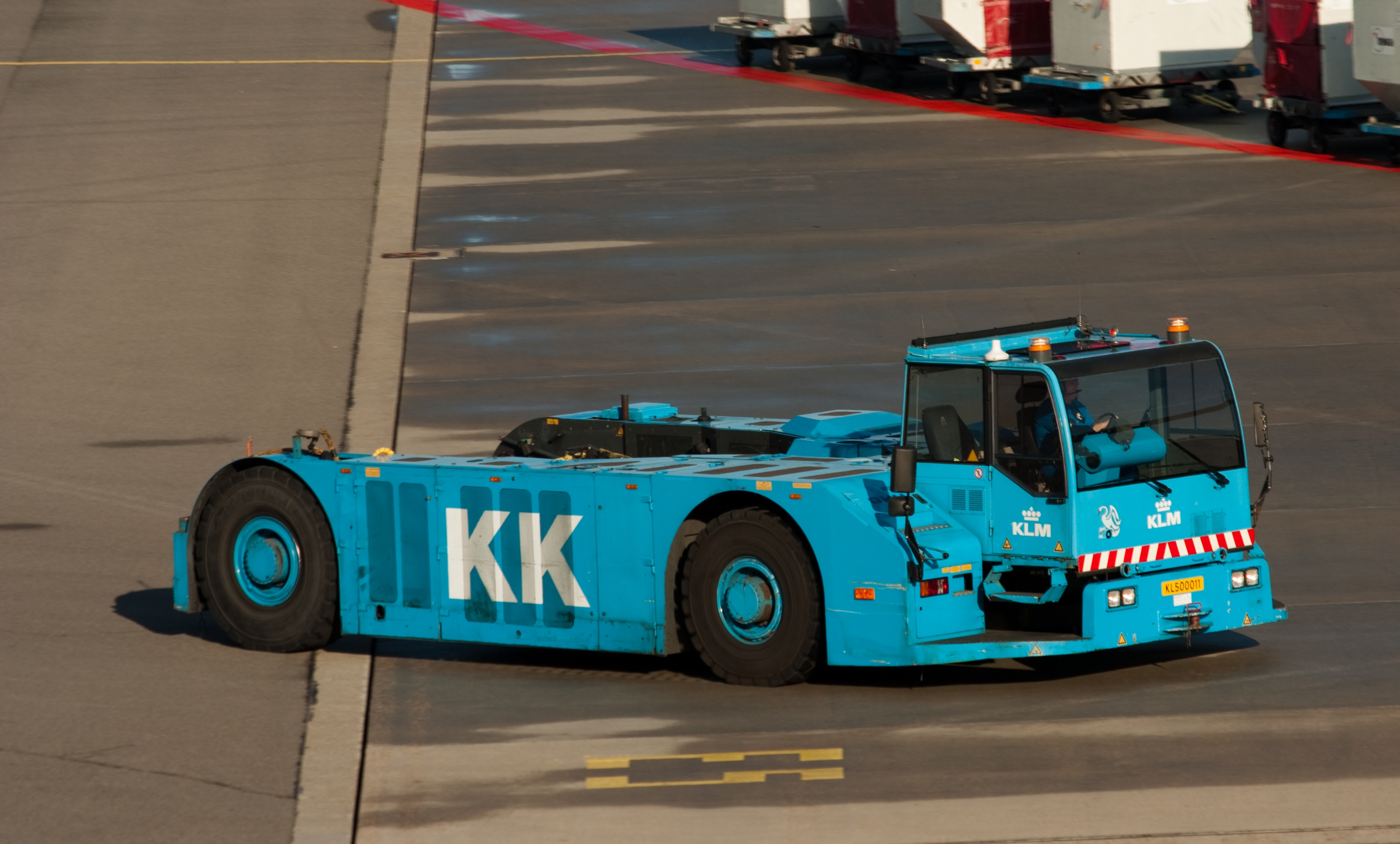
GHH Fahrzeugeのトーバーレストラクター。運転席が車体前方を向いている
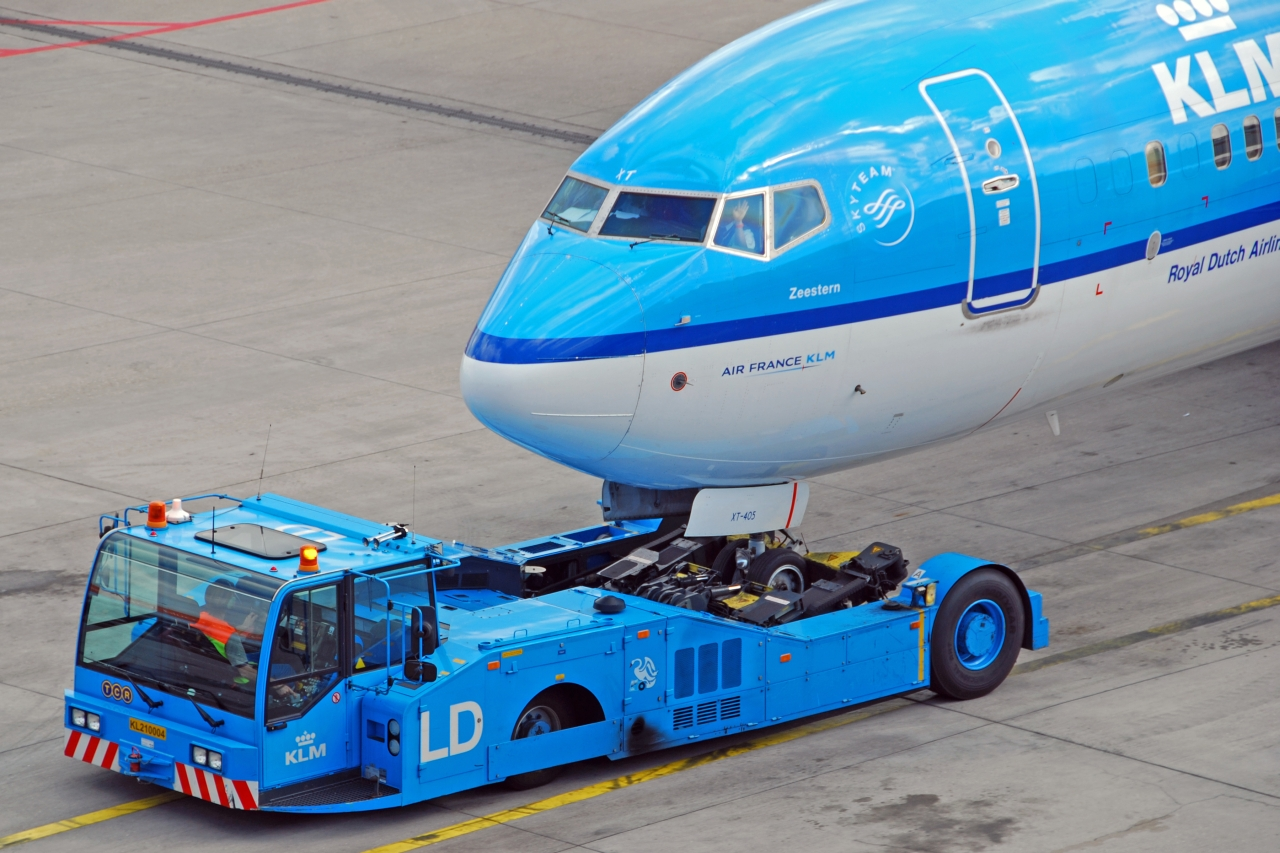
GHH Fahrzeugeのトーバーレストラクター。運転席が機体側を向いている
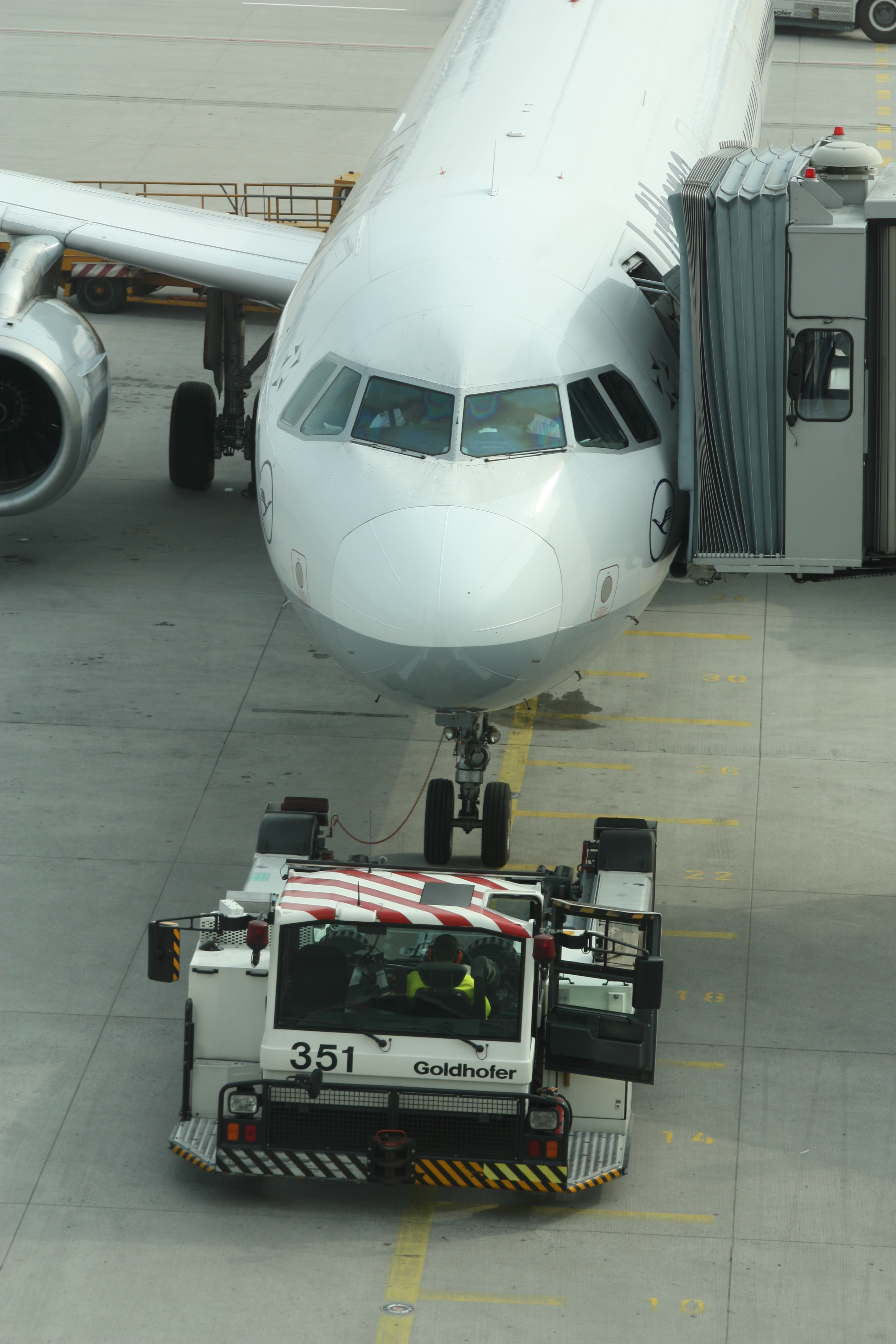
機体に接近するゴールドホッファーのAST-2。運転席が機体側を向いている

## プッシュバックを必要としない例
小規模な空港や小型機は機材やスペースの関係で自走で地上旋回して方向転換を行うことが多い。また、格安航空会社向けの空港ターミナルビルでは、コスト削減のために自走で旋回して方向転換することを前提に設計されていることがある。このように航空機が自走で出発可能な空港はスポットに障害物が少なく、航空機自走旋回半径の安全間隔を設けることが前提となるので、オープンスポットでターミナルと航空機が離れた設計になっていることが一般的であり、この場合は航空機まで徒歩やバスなどで移動しタラップや航空機に内蔵されたエアステア（梯子）で乗降することになる。例外として、大阪国際空港の一部のスポットなどではフィンガー式ターミナルに対して横向きに駐機することにより、B767クラスの飛行機でもプッシュバックすることなく、方向転換もあまり必要とせずに自力で走行開始が可能である。これらのスポットはボーディング・ブリッジを備えている等、使い勝手は他のスポットとほとんど変わらないが、例外的存在といってよい。アメリカでは MD-80 や ボーイング737 のような比較的小型な航空機に限っては、地方によっては逆噴射で後退することを認めている空港もある。
軽量な小型機では大人1～2名で移動させることも可能であり、小型機専用の飛行場ではトーイングトラクターを導入せず人力のみで運用する場所もある。

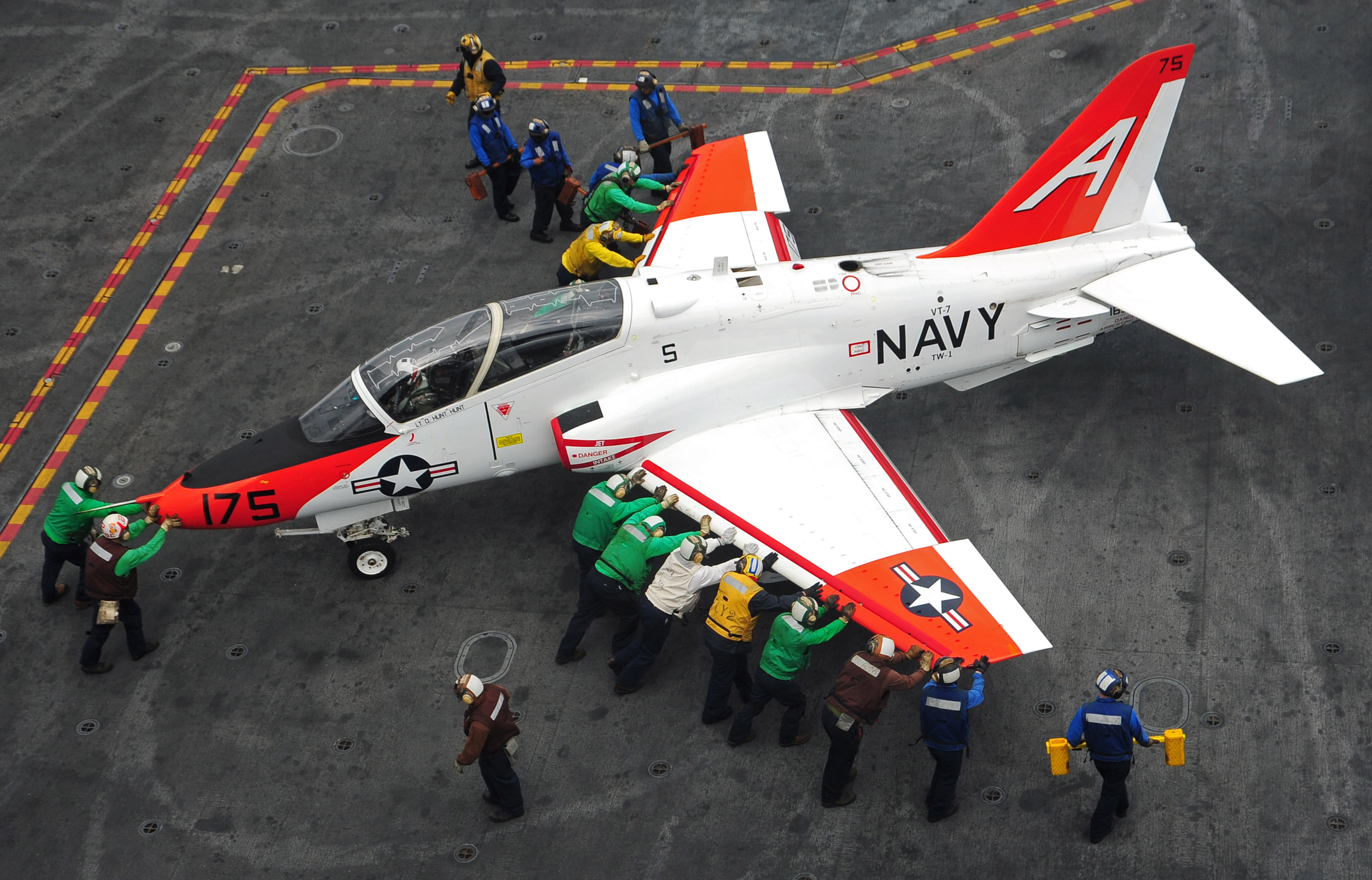
人力で移動されるT-45（約4,460 kg）
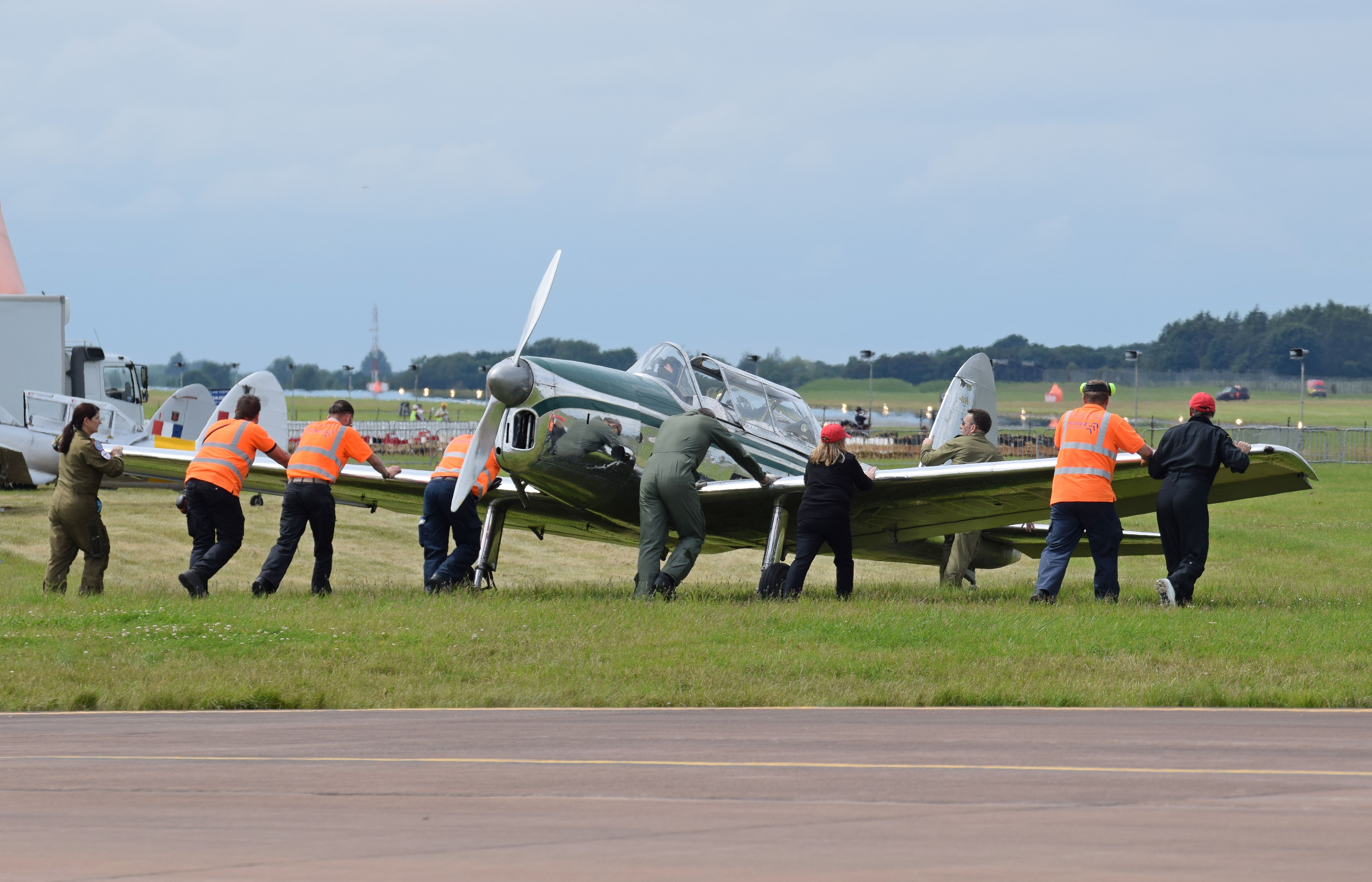
9名で移動されるデ・ハビランド・カナダ DHC-1（約646kg）
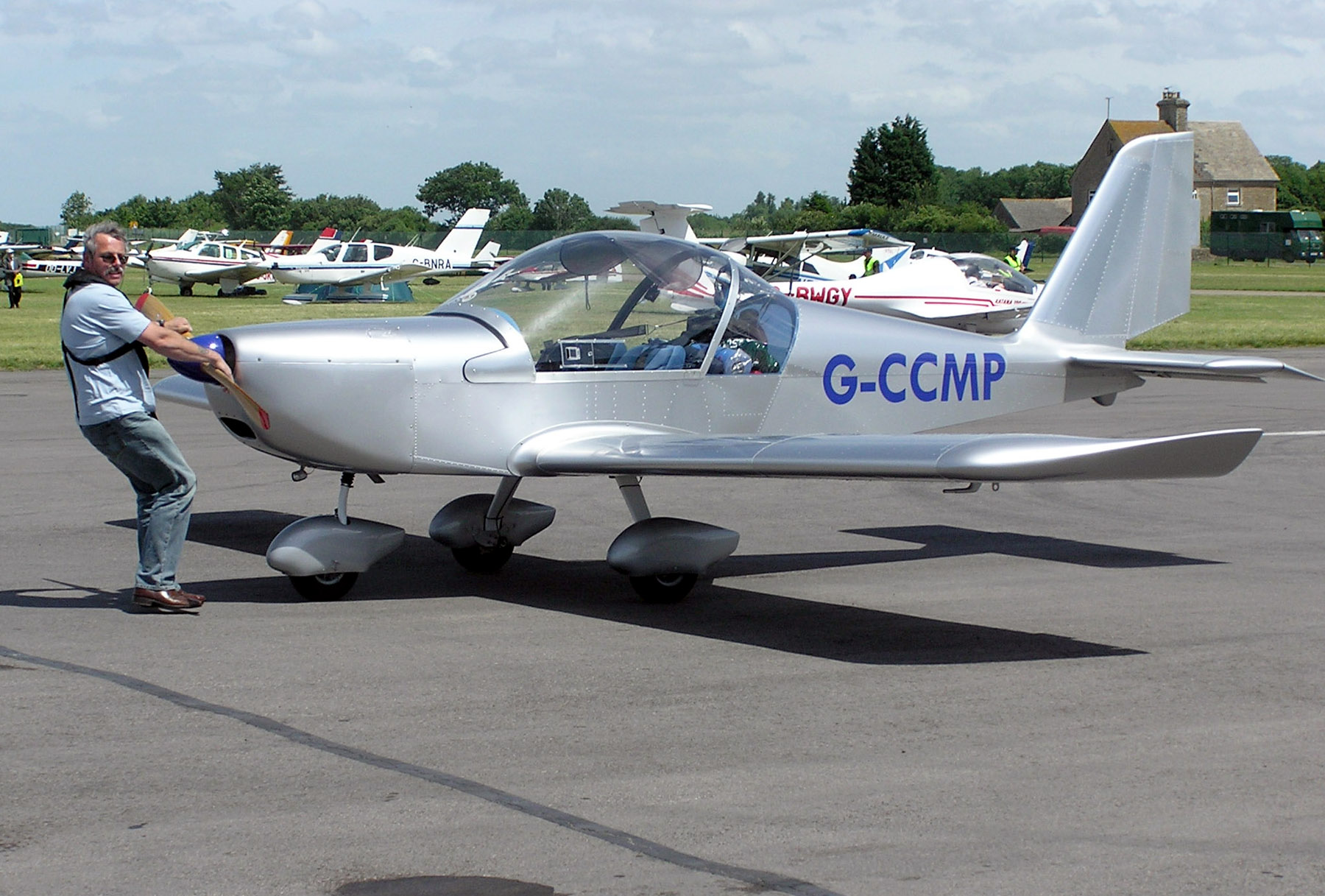
1名で牽引可能なEV-97A（約280kg）